# Шагсаван-Канді-є Олія
Шагсаван-Канді-є Олія (перс. شاهسون كندي عليا) — село в Ірані, у дегестані Шагсаван-Канді, в Центральному бахші, шагрестані Саве остану Марказі. За даними перепису 2006 року, його населення становило 0 осіб.

## Клімат
Середня річна температура становить 16,45°C, середня максимальна – 34,94°C, а середня мінімальна – -5,92°C. Середня річна кількість опадів – 260 мм.
| Клімат поселення                              | Клімат поселення | Клімат поселення | Клімат поселення | Клімат поселення | Клімат поселення | Клімат поселення | Клімат поселення | Клімат поселення | Клімат поселення | Клімат поселення | Клімат поселення | Клімат поселення | Клімат поселення |
| Показник                                      | Січ.             | Лют.             | Бер.             | Квіт.            | Трав.            | Черв.            | Лип.             | Серп.            | Вер.             | Жовт.            | Лист.            | Груд.            |                  |
| Середній максимум, °C                         | 11,13            | 14,04            | 18,40            | 24,75            | 29,77            | 34,65            | 34,94            | 33,90            | 30,34            | 24,36            | 18,04            | 11,52            |                  |
| Середня температура, °C                       | 2,60             | 5,53             | 9,88             | 16,25            | 21,25            | 26,13            | 28,70            | 27,68            | 24,12            | 18,15            | 11,82            | 5,31             |                  |
| Середній мінімум, °C                          | −5,92            | −3               | 1,36             | 7,70             | 12,72            | 17,61            | 22,49            | 21,46            | 17,90            | 11,90            | 5,61             | −0,91            |                  |
| Норма опадів, мм                              | 38               | 36               | 46               | 32               | 23               | 4                | 1                | 1                | 1                | 14               | 25               | 39               |                  |
| Середньомісячна швидкість вітру, м/с          | 1.44             | 2.18             | 2.83             | 3.13             | 2.90             | 2.82             | 2.96             | 2.82             | 2.44             | 2.28             | 2.00             | 1.51             |                  |
| Середньомісячна сонячна радіація, кДж/м²·день | 9124             | 12009            | 14435            | 18072            | 22095            | 26207            | 25732            | 23503            | 20048            | 14757            | 10811            | 8790             |                  |
| --------------------------------------------- | ---------------- | ---------------- | ---------------- | ---------------- | ---------------- | ---------------- | ---------------- | ---------------- | ---------------- | ---------------- | ---------------- | ---------------- | ---------------- |
| Джерело:                                      |                  |                  |                  |                  |                  |                  |                  |                  |                  |                  |                  |                  |                  |